# Ralph Connor
Pour les articles homonymes, voir Connor.
Ralph Connor, de son vrai nom Charles William Gordon (comté de Glengarry, Ontario, 13 septembre 1860 – 31 octobre 1937) est un écrivain et un pasteur canadien.

## Carrière de pasteur
Après avoir été diplômé de l'Université de Toronto et de l'Université d'Édimbourg, il est ordonné ministre presbytérien en 1890. Devenant pasteur trois ans plus tard, il assure son ministère dans des villes minières et des camps de bûcherons dans les Prairies canadiennes. Il va également en France auprès des troupes canadiennes lors de la Première Guerre mondiale.
Après la Première Guerre mondiale, il se retire à Winnipeg au Manitoba où il préside le  Manitoba Council of Industry pendant quatre ans. Il agit comme négociateur dans plusieurs conflits syndicaux. En 1921, il est nommé président du synode de l'Église presbytérienne du Canada. Il participe également à la fondation de l'Église unie du Canada.

## Carrière d'écrivain
Sous le pseudonyme de Ralph Connor, il est le romancier canadien le plus lu au début du XXe siècle. Plus de cinq millions d'exemplaires de ses œuvres furent vendues au cours de sa carrière. En 1972, Bibliothèque et Archives Canada publie l'ouvrage The Works of Ralph Connor. Parmi ses œuvres, on retrouve notamment
- Beyond the marshes. Toronto, Westminster, 1898. 36 p.
- Black Rock, a tale of the Selkirks. Toronto, Westminster, 1898. 327 p.
- The Sky Pilot, a Tale of the Foot-Hills. 1899
- The Man from Glengarry. 1901
- Breaking the record. New York, Revell, 1904. 31 p.
- The Prospector. New York, Revell, 1904. 401 p.
- The angel and the star. Toronto, Revell, 1908. 63 p.
- The Foreigner. 1909
- To Him That Hath. 1921
- The arm of gold. Toronto, McClelland and Stewart, 1932. 314 p.
- The Doctor
- Glengarry School Days

Sa carrière d'écrivain le classera comme personne d'importance historique nationale en 1938 par le gouvernement canadien pour son rôle dans l'histoire canadienne.